# Majda Šlajmer Japelj
Majda Šlajmer Japelj, slovenska medicinska sestra, sociologinja in političarka, * 6. februar 1933, † avgust 2022
Med letoma 1992 in 1997 je bila članica Državnega sveta Republike Slovenije.
Univerza v Mariboru ji je podelila naslov častne doktorice.

## Odlikovanja
- medalja Svetovne zdravstvene organizacije (1988)
- Častni znak svobode Republike Slovenije (1996)